# Iłchan Kjuczjuk
Iłchan Kjuczjuk, bułg. Илхан Кючюк (ur. 16 września 1985 w Sewliewie) – bułgarski polityk, działacz młodzieżowy, poseł do Parlamentu Europejskiego VIII, IX i X kadencji.

## Życiorys
Ukończył studia politologiczne na Uniwersytecie Wielkotyrnowskim im. Świętych Cyryla i Metodego. W 2010 został etatowym pracownikiem centrali Ruchu na rzecz Praw i Wolności. Od 2005 związany z młodzieżówką tej partii, w latach 2011 objął funkcję wiceprzewodniczącego, a w 2012 przewodniczącego tej organizacji, którą kierował do 2020.
W wyborach w 2014 z listy swojego ugrupowania Iłchan Kjuczjuk uzyskał mandat eurodeputowanego VIII kadencji. Z powodzeniem ubiegał się o reelekcję w 2019 i 2024.
W 2021 został tymczasowym przewodniczącym Partii Porozumienia Liberałów i Demokratów na rzecz Europy po śmierci Hansa van Baalena (wspólnie z Timmym Dooleyem). W czerwcu 2022 obaj politycy zostali wybrani na współprzewodniczących partii. Pełnili tę funkcję do października 2024.